# Castle Hedingham
Castle Hedingham är en ort och civil parish i Storbritannien. Den är belägen i grevskapet Essex och riksdelen England, i den sydöstra delen av landet, 70 km nordost om huvudstaden London. Castle Hedingham ligger 53 meter över havet och antalet invånare är 1 000.
Terrängen runt Castle Hedingham är platt. Runt Castle Hedingham är det ganska tätbefolkat, med 222 invånare per kvadratkilometer. Närmaste större samhälle är Braintree, 12,8 km söder om Castle Hedingham. Trakten runt Castle Hedingham består till största delen av jordbruksmark.
Kustklimat råder i trakten. Årsmedeltemperaturen i trakten är 9 °C. Den varmaste månaden är augusti, då medeltemperaturen är 18 °C, och den kallaste är januari, med 0 °C.